# Liste der geschützten Landschaftsbestandteile in der Region Hannover
In der Region Hannover gibt es 67 ausgewiesene geschützte Landschaftsbestandteile.
| Hinter Kananohe                                                                              | BW | 0902/09.0001  | Langenhagen            | ⊙   |  |               |
| Nettelwiesen                                                                                 | BW | 0902/09.0002  | Langenhagen            | ⊙   |  |               |
| Vor den Thünwiesen                                                                           | BW | 0902/09.0003  | Langenhagen            | ⊙   |  |               |
| Gerstenberg                                                                                  | BW | 0902/09.0004  | Langenhagen            | ⊙   |  |               |
| Sehlriede                                                                                    | BW | 0902/09.0005  | Langenhagen            | ⊙   |  |               |
| Katherinenwiesen                                                                             | BW | 0902/09.0006  | Langenhagen            | ⊙   |  |               |
| Hinter der Sehlriede                                                                         | BW | 0902/09.0007  | Langenhagen            | ⊙   |  |               |
| Erdbrand                                                                                     | BW | 0902/09.0008  | Langenhagen            | ⊙   |  |               |
| Meintewiesen                                                                                 | BW | 0902/09.0009  | Langenhagen            | ⊙   |  |               |
| Am Moore                                                                                     | BW | 0902/09.0010  | Langenhagen            | ⊙   |  |               |
| Standortübungsplatz Hannover                                                                 | BW | 0902/09.0011  | Langenhagen            | ⊙   |  |               |
| Standortübungsplatz Hannover                                                                 | BW | 0902/09.0012  | Langenhagen            | ⊙   |  |               |
| Beneken-Heide in Nöpke                                                                       | BW | 0902/11.0001  | Neustadt am Rübenberge | ⊙   |  |               |
| Grünland vor dem Hohen Holz                                                                  | BW | 0902/20.0001  | Wunstorf               | ⊙   |  |               |
| An der Trift                                                                                 | BW | 0902/20.0002  | Wunstorf               | ⊙   |  |               |
| Auewiesen                                                                                    | BW | 0902/20.0003  | Wunstorf               | ⊙   |  |               |
| Brunsaue-Osterriede                                                                          | BW | 0902/20.0004  | Wunstorf               | ⊙   |  |               |
| Am Scharlingsförth                                                                           | BW | 0902/20.0005  | Wunstorf               | ⊙   |  |               |
| Misburger Wald                                                                               |    | 0902/21.0001  | Hannover               | ⊙   |  |               |
| Kleiner Teich in Hülptingsen                                                                 |    | GLB H 00001   | Burgdorf               | ⊙   |  | 26. Apr. 2010 |
| Sicherung Baumbestand Mardorf                                                                |    | GLB H 00002   | Neustadt am Rübenberge | ??? |  | 23. Feb. 1984 |
| Wolfsbergquelle in Linderte                                                                  |    | GLB H 00003   | Ronnenberg             | ⊙   |  | 12. Dez. 1984 |
| Bullenberg in Schillerslage                                                                  |    | GLB H 00004   | Burgdorf               | ⊙   |  | 19. Juni 1986 |
| Tonteich und Südwiese in Gleidingen                                                          | BW | GLB H 00005   | Laatzen                | ⊙   |  | 7. Apr. 1987  |
| Dorfsfeld in Beinhorn                                                                        |    | GLB H 00006   | Burgdorf               | ⊙   |  | 24. Juni 1987 |
| Fuhrenfeld in Beinhorn                                                                       |    | GLB H 00007   | Burgdorf               | ⊙   |  | 24. Juni 1987 |
| Schlauchwald in Heitlingen                                                                   |    | GLB H 00008   | Garbsen                | ⊙   |  | 21. Sep. 1987 |
| Nöhrenholz in Dolgen                                                                         | BW | GLB H 00009   | Sehnde                 | ⊙   |  | 30. Okt. 1987 |
| Eichenhain Kampfeld                                                                          |    | GLB H 00011   | Burgdorf               | ⊙   |  | 7. Dez. 1988  |
| Teichwiese / Ringenwiese zwischen Sehnde und Rethmar                                         | BW | GLB H 00012   | Sehnde                 | ⊙   |  | 10. Apr. 2014 |
| Desbrocksriedegraben                                                                         | BW | GLB H 00013   | Langenhagen            | ⊙   |  | 2. Feb. 1989  |
| Schutz von Brachflächen                                                                      | BW | GLB H 00014   | Langenhagen            | ⊙   |  | 22. Mai 1989  |
| Eckerder Teiche                                                                              |    | GLB H 00015   | Barsinghausen          | ⊙   |  | 26. Jan. 1989 |
| Baumreihen in Dolgen, Evern und Haimar                                                       | BW | GLB H 00016   | Sehnde                 | ⊙   |  | 2. Juni 1989  |
| Baumbestände in Dolgen, Evern und Haimar                                                     |    | GLB H 00017   | Sehnde                 | ??? |  |               |
| Bereiche mit Kleingewässern in Dolgen, Evern und Haimar                                      | BW | GLB H 00018   | Sehnde                 | ⊙   |  | 2. Juni 1989  |
| Baumbestand Hagen                                                                            |    | GLB H 00019   | Neustadt am Rübenberge | ??? |  | 12. Juni 1989 |
| Hagener Bach                                                                                 | BW | GLB H 00020   | Neustadt am Rübenberge | ⊙   |  | 13. Juni 1989 |
| Baumbestand Bissendorf                                                                       |    | GLB H 00021   | Wedemark               | ⊙   |  | 26. Juli 1990 |
| Bruchwiesen in Hiddestorf                                                                    |    | GLB H 00022   | Hemmingen              | ⊙   |  | 16. Nov. 1989 |
| Baum-, Sträucher- und Heckenschutzsatzung Stadt Langenhagen                                  |    | GLB H 00023   | Langenhagen            | ??? |  | 16. Nov. 1989 |
| Mergelkuhle Neustadt                                                                         | BW | GLB H 00024   | Neustadt am Rübenberge | ⊙   |  | 10. Okt. 1990 |
| Streitfeld Neustadt                                                                          | BW | GLB H 00025   | Neustadt am Rübenberge | ⊙   |  | 10. Okt. 1990 |
| Baumschutzsatzung Lehrte                                                                     |    | GLB H 00026   | Lehrte                 | ??? |  | 20. Dez. 1990 |
| Satzung zum Schutz des Baum- und Heckenbestandes in der Gemeinde Wennigsen                   |    | GLB H 00027   | Wennigsen              | ??? |  | 1. März 1991  |
| Baum- und Gehölzbestände in der Gemeinde Sehnde                                              | BW | GLB H 00028   | Sehnde                 | ⊙   |  | 28. Juni 1991 |
| Baumbestand Neustadt                                                                         |    | GLB H 00029   | Neustadt am Rübenberge | ??? |  | 8. Juli 1991  |
| Baumbestand Bordenau                                                                         |    | GLB H 00030   | Neustadt am Rübenberge | ??? |  | 8. Juli 1991  |
| Feldhecke Ahrbergenweg in Burgdorf - Heeßel                                                  |    | GLB H 00031   | Burgdorf               | ⊙   |  | 18. Dez. 1991 |
| Satzung über den Schutz von Bäumen, Sträuchern und Hecken                                    |    | GLB H 00032   | Ronnenberg             | ??? |  | 27. Aug. 1992 |
| Baumbestand in Bissendorf-Wietze und Wennebostel-Wietze in Wedemark                          | BW | GLB H 00033   | Wedemark               | ⊙   |  | 7. Juli 2010  |
| Reekwiesen                                                                                   | BW | GLB H 00034   | Langenhagen            | ⊙   |  | 1. Sep. 1994  |
| Papenholz in Sehnde                                                                          |    | GLB H 00035   | Sehnde                 | ⊙   |  | 19. Jan. 2015 |
| Kötterscher Park in Sehnde                                                                   |    | GLB H 00036   | Sehnde                 | ⊙   |  | 28. Okt. 1986 |
| Baumschutzsatzung Stadt Laatzen                                                              |    | GLB H 00037   | Laatzen                | ??? |  | 5. Okt. 2021  |
| Lehrter Holz                                                                                 | BW | GLB H 00038   | Sehnde                 | ⊙   |  | 5. Okt. 2000  |
| Erhalt von Bäumen im Siedlungsgebiet Luthe                                                   |    | GLB H 00040   | Wunstorf               | ??? |  | 13. Dez. 2007 |
| Talaue des Desbrocksriedegrabens in Stöcken                                                  |    | GLB H-S 00001 | Hannover               | ⊙   |  | 23. Jan. 1986 |
| Satzung zum Schutz von Bäumen, Sträuchern und Hecken im Gebiet der Landeshauptstadt Hannover |    | GLB H-S 00002 | Hannover               | ??? |  | 8. Juni 1995  |
| Südwestteil der Mergelgrube Germania I in Anderten                                           |    | GLB H-S 00003 | Hannover               | ⊙   |  | 22. Okt. 1987 |
| Bodensenke in der Großen Masch in Wülfel                                                     |    | GLB H-S 00004 | Hannover               | ⊙   |  | 9. Juni 1988  |
| Limmer Brunnen                                                                               |    | GLB H-S 00005 | Hannover               | ⊙   |  | 29. Okt. 2010 |
| Alte Wietze                                                                                  |    | GLB H-S 00006 | Hannover               | ⊙   |  | 5. Jan. 2011  |
| Bornumer Holz                                                                                |    | GLB H-S 00007 | Hannover               | ⊙   |  | 5. Jan. 2011  |
| Laher Teich / Laher Wald                                                                     |    | GLB H-S 00008 | Hannover               | ⊙   |  | 5. Jan. 2011  |
| Metzhof                                                                                      |    | GLB H-S 00009 | Hannover               | ⊙   |  | 5. Jan. 2011  |
| Ahlemer Holz                                                                                 |    | GLB H-S 00010 | Hannover               | ⊙   |  | 15. Apr. 2011 |
| Legende für Geschützter Landschaftsbestandteil                                               |    |               |                        |     |  |               |